# Laura Karpman
Laura Anne Karpman (* 1. März 1959 in La Jolla, San Diego, Kalifornien) ist eine US-amerikanische Komponistin und Hochschullehrerin an der University of California, Los Angeles (UCLA).

## Leben
Laura Anne Karpman wurde als Tochter von Harold Lew und Rodelle, geborene Grisor, Karpman in La Jolla, einem Stadtteil von San Diego, geboren. Da sie bereits musikalisch sehr früh gefördert wurde, fing sie bereits im Alter von sieben Jahren mit dem Komponieren eigener Lieder an. Parallel zu ihrer Schulzeit besuchte sie die Phillips Academy in Andover und das National Music Camp in Interlochen, Michigan. Sie studierte u. a. bei Nadia Boulanger und absolvierte 1980 ihren Bachelor in Musik mit Magna cum laude an der University of Michigan. Sie graduierte 1983 mit einem Master an der Juilliard School, wo sie 1985 ebenfalls in Musik bei Milton Babbitt promovierte.
Nachdem sie über ein Jahrzehnt in New York gearbeitet hatte, zog sie auf Einladung des Sundance Film Scoring Workshop nach Los Angeles, wo sie unter anderem von David Newman, Dave Grusin und Shirley Walker in Filmkomposition eingewiesen wurde. Seit ihrer ersten eigenständigen Filmkomposition beim Fernsehdrama My Brother’s Wife von 1989, waren es vor allem Fernsehproduktionen, für die Karpman engagiert wurde. Seitdem sie für die von Steven Spielberg produzierte Serie Taken die Musik komponierte, wurde sie vermehrt auch zur Musikkomposition in Videospielen, wie EverQuest II und Field Commander engagiert.
Neben ihrer Kompositionsarbeit unterrichtete Karpman seit ihrer Promotion auch an mehreren US-amerikanischen Hochschulen, darunter dem Lincoln Center Institute (1985 bis 1987), der Rutgers University (1987 bis 1988) und dem Whittier College (1989 bis 1990). Von 2005 bis 2009 war sie Lehrbeauftragte an der UCLA.
Die bei Avie Records erschienene Einspielung von Karpmans Multimedia-Oper Ask Your Mama nach Texten von Langston Hughes, uraufgeführt 2009 in der Carnegie Hall u. a. mit dem San Francisco Ballet Orchestra, George Manahan, Jessye Norman und The Roots, erhielt 2016 einen Grammy Award als Best Engineered Album. 2014 zählte Karpman zu den Gründerinnen der Alliance for Women Film Composers.

## Filmografie (Auswahl)
- 1989: My Brother’s Wife
- 1991: Schlafe, mein Kind, schlafe ein (The Sitter)
- 1992: Der Schein trügt (Doing Time on Maple Drive)
- 1993: Mein Herz will Rache (A Mother’s Revenge)
- 1993: Tödlicher Duft (Based on an Untrue Story)
- 1994: Gerechtigkeit für meinen Sohn (Moment of Truth: Broken Pledges)
- 1994: Willenlos: Eine Frau unter Hypnose (Moment of Truth: A Mother’s Deception)
- 1995: Tod im Schlafzimmer (If Someone Had Known)
- 1995: Wechselspiel des Lebens (A Woman of Independent Means)
- 1996: Lover’s Knot – Eine Liebe mit Hindernissen (Lover’s Knot)
- 1996: Wenn Herzen brechen (A Promise to Carolyn)
- 1998: Liebe ist Arbeit (Labor of Love)
- 1998: Break Up – Nackte Angst (Break Up)
- 1999: The Order – Kameradschaft des Terrors (Brotherhood of Murder)
- 2000: Weites Feld der Hoffnung (Run the Wild Fields)
- 2000: Frankie & Hazel – Zwei Mädchen starten durch (Frankie & Hazel)
- 2001: Die Prinzessin und der Marine-Soldat (The Princess & the Marine)
- 2002: Carrie
- 2002–2003: Odyssey 5 (Fernsehserie, 19 Episoden)
- 2002: Taken (Steven Spielberg Presents Taken)
- 2007: Göttlicher Zufall (What If God Were the Sun?)
- 2007: Man in the Chair
- 2007: Masters of Science Fiction
- 2009: Ace Ventura 3 – Der Tier-Detektiv (Ace Ventura Jr: Pet Detective, Fernsehfilm)
- 2009: The Tournament
- 2010: Die Sünden der Mutter (Sins of the Mother)
- 2015: Eine Weihnachtsmelodie
- 2016: Paris kann warten (Bonjour Anne)
- 2019: Walk Run Cha-Cha (Dokumentarkurzfilm)
- 2019: L.A.’s Finest (Fernsehserie)
- 2020: Pray Away (Dokumentarfilm)
- 2021–2024: What If…? (Animationsserie)
- 2021: Senior Moment
- 2021: Resort to Love
- 2022: Ms. Marvel (Fernsehserie)
- 2023: Rock Hudson: All That Heaven Allowed (Dokumentarfilm)
- 2023: Amerikanische Fiktion (American Fiction)
- 2023: The Marvels
- 2023: Die einzige Frau im Orchester (The Only Girl in the Orchestra, Kurzdokumentarfilm)
- 2025: Captain America: Brave New World

## Videospiele (Auswahl)
- 2004: EverQuest II
- 2005: Untold Legends: Brotherhood of the Blade
- 2006: Field Commander
- 2011: Kung Fu Panda 2

## Auszeichnungen (Auswahl)
Emmy
- 2003: Nominierung für Outstanding Music Composition for a Series (Dramatic Underscore) von Odyssey 5
- 2008: Nominierung für Outstanding Music Composition for a Miniseries, Movie or a Special (Original Dramatic Score) von Masters of Science Fiction

Oscar
2023: Nominierung für Best Original Score von Amerikanische Fiktion